# Charlottenlund Fort
Charlottenlund Fort blev opført i årene 1883-86 som et kystbatteri. Oprindelig var fortet et åbent jordværk, men blev  i årene 1910-12 ombygget til et kystfort. Bestykningen med tolv 29 cm haubits-kanoner er stadig på deres oprindelige placering og kan ses stadigvæk.
Fortet var led i den række søforter, der skulle beskytte København fra søsiden. Fra Charlottenlund kan man se to andre forter, Flakfortet og Middelgrundsfortet.
Fortet blev nedlagt i 1932 og er i dag en campingplads og et skattet rekreativt område; i sommerhalvåret et populært sted for unge at opholde sig de varme sommeraftener.
- Broen over den våde grav til fortet
- Indgangen til kasematbygningen i den store travers
- 29 cm Haubits-batteri M/1910
- Indgang til 3 m afstandsmåler M/1910.
- Haubitz parat til montering d 24. februar 1911.

## Ekstern henvisning
- Charlottenlund Fort. Arkiveret 23. oktober 2009 hos  Wayback Machine
- Københavns Befæstning 1880-1920
- Københavns Befæstning. Rester i Gentofte Kommune. Gentofte Kommune Arkiveret 28. oktober 2020 hos  Wayback Machine

| I vest lå Vestvolden | I nord lå Garderhøj Fort, Lyngbyfortet og Fortunfortet   | I nordøst lå Taarbæk Fort, Hvidøre og Charlottenlund FortI øst lå Middelgrundsfortet, Trekroner og FlakfortetI sydøst på Amager lå Prøvestenen, Kastrup Fort, Dragør Fort og Kongelundsfortet |
| I vest lå Vestvolden | Bygherre: J.B.S. Estrup (grønt for land - blåt for vand) | I nordøst lå Taarbæk Fort, Hvidøre og Charlottenlund FortI øst lå Middelgrundsfortet, Trekroner og FlakfortetI sydøst på Amager lå Prøvestenen, Kastrup Fort, Dragør Fort og Kongelundsfortet |
| I vest lå Vestvolden | I syd lå Mosede Fort                                     | I nordøst lå Taarbæk Fort, Hvidøre og Charlottenlund FortI øst lå Middelgrundsfortet, Trekroner og FlakfortetI sydøst på Amager lå Prøvestenen, Kastrup Fort, Dragør Fort og Kongelundsfortet |

55°44′45″N 12°35′14″Ø / 55.74583°N 12.58722°Ø